# Villeneuve-Renneville-Chevigny
 Villeneuve-Renneville-Chevigny  es una población y comuna francesa, en la región de Champaña-Ardenas, departamento de Marne, en el distrito de Châlons-en-Champagne y cantón de Vertus.

## Demografía
| 238 | 259 | 246 | 284 | 300 | 297 |
| Para los censos de 1962 a 1999 la población legal corresponde a la población sin duplicidades (Fuente: INSEE [Consultar]) |     |     |     |     |     |